# 90397 Rasch
90397 Rasch este un asteroid din centura principală de asteroizi.

## Descriere
90397 Rasch este un asteroid din centura principală de asteroizi. A fost descoperit pe 16 decembrie 2003 în cadrul proiectului CSS. Asteroidul prezintă o orbită caracterizată de o semiaxă mare de 2,53 ua, o excentricitate de 0,27 și o înclinație de 6,3° în raport cu ecliptica.